# Paraixeris denticulata
Paraixeris denticulata là một loài thực vật có hoa trong họ Cúc. Loài này được (Houtt.) Nakai mô tả khoa học đầu tiên năm 1920.